# Knut Frydenlund

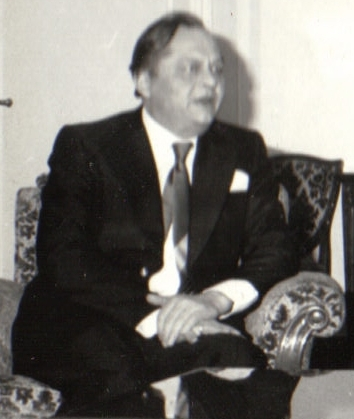
Knut Frydenlung

Knut Olav Frydenlund, född 31 mars 1927 i Drammen i Norge, död 26 februari 1987 i Oslo i Norge, var en norsk politiker som representerade Arbeiderpartiet.

## Politisk gärning
Knut Frydenlund var Stortingsrepresentant 1969–1989 och Norges utrikesminister 1976–1981 och 1986–1987. Han avled plötsligt under sin andra period som utrikesminister 1987.
Frydenlund var en förkämpe för norskt EG-medlemskap vid folkomröstningen 1972.